# Гутов (коммуна)
Гутов (нем. Gutow) — община в Германии, районный центр, расположен в земле Мекленбург-Передняя Померания.
Входит в состав района Гюстров. Подчиняется управлению Гюстров-Ланд. Население составляет 1019 человек (2009); в 2003 г. - 772. Занимает площадь 23,42 км².